# Wohlsbach
Wohlsbach ist ein Ortsteil der oberpfälzischen Marktgemeinde Wernberg-Köblitz im Landkreis Schwandorf des Regierungsbezirks Oberpfalz im Freistaat Bayern.

## Geografie
Der Ortskern von Wohlsbach liegt direkt nördlich unterhalb der Burg Wernberg am Schilterbach, unmittelbar östlich von Wernberg, nur wenige Meter von der Straßenkreuzung entfernt. Heute ist Wohlsbach mit Wernberg baulich so verwachsen, dass eine genaue Abgrenzung kaum mehr möglich scheint. Die unmittelbar östlich der Kirche St. Anna an der Abzweigung der alten Prager Straße nach Regensburg am Schilterbach stehende alte Marktmühle war bereits Teil von Wohlsbach.

## Etymologie
Wohlsbach oder auch Wolfsbach ist ein vielfach vorkommender Name an fließenden Gewässern. Beispiele sind: Wolfsbach/Isar, Wolfsbach/Kahl, Wolfsbach/mittlere Ebrach, Wolfsbach/Murach, Wolfsbach/Pointbach. An Ortsnamen sind beispielsweise zu nennen Wolfsbach bei Bayreuth, Wolfsbach bei Ensdorf, Wolfsbach bei Niederaichbach, Wolfsbach bei Schmidgaden. Die Bezeichnung Wohlsbach ist dagegen sehr selten, wenn nicht sogar alleinstehend.
Als älteste Schreibformen finden sich 1185 „Wolbesbac“, 1280 „Wolfspronne“, 1351 „Wolspach“, 1406 „Wolfsbach“ und „Wolspach“, 1456 „Wolfsbach“, 1530 „Wolfpach“, 1581 „Wolffsbach“, 1687 „Wolfsbach“, 1808 „Wolfsbach“, 1922 „Wohlsbach“. Mehrere Sitzungen in der Marktgemeinde Wernberg beschäftigten sich mit der verbindlichen Schreibweise von Wohlsbach/Wolfsbach. Schließlich wurde der Ortsname dann mit Erlass vom 1. Oktober 1936 amtlich auf „Wohlsbach“ festgelegt.
Der Ortsname dürfte auf die Tierbezeichnung Wolf in Verbindung mit der Lage am Brunnen, später am Bach, am Schilterbach zurückzuführen sein. Die Festlegung auf Wohlsbach ist in jüngerer Zeit zu datieren.
Bereits seit frühester Zeit liegt die Deutung des Ortsnamens „am Bach eines Wolfes“ nahe. Da Wohlsbach (Wolfsbach) am Schilterbach liegt, kann nur dieses Gewässer gemeint sein, das kurz unterhalb, westlich des Ortes in die Naab mündet. Nach Hans Frank wäre der Name zu erklären, dass vielleicht wirklich nur ein einziger Wolf in der Gegend war oder es wäre eine Erinnerung an den großen Wolf, der erschlagen oder dessen Fährte entdeckt wurde. Interessant aber nicht zutreffend ist die 1965 im Rahmen der Ortsnamensdiskussion vorgetragene Version: „In früheren Zeiten hat ein Eisenhammer von diesem Bach Wohlstand für die Bevölkerung gebracht, daher der Name Wohlsbach.“
Nicht ausgeschlossen ist eine Tochtersiedlung der Edelfreien von Wolfsbach, die bereits im 12. Jahrhundert sehr häufig erwähnt werden.

## Geschichte und Entwicklung
Früheste Siedlungsgeschichte
Früheste Siedlungsspuren sind ein Grabhügel nordöstlich von Wohlsbach in der Flur Moosranken.
Auch wenn die Entwicklung der Siedlung Wohlsbach immer mit der Burg und Herrschaft Wernberg verbunden war, gibt es möglicherweise einen frühen darüber hinausgehenden Hinweis. Mit der Lateran-Urkunde des Klosters Weissenohe vom 15. Mai 1195 wird Klosterbesitz in Erlehe (Erlach, abgegangen, bei Damelsdorf Lkr. Schwandorf), Swarzesberge (Schwarzberg, Lkr. Schwandorf) genannt. Das unmittelbar davorstehende Frensindorf wird als eine abgegangene Siedlung ebenfalls aus der mittleren Oberpfalz angesehen. Damit erscheint die Wahrscheinlichkeit gegeben, dass Wolbesbac nicht wie durch die Forschung zugeordnet dem Wolfsbach in der entfernt liegenden Stadt Bayreuth, sondern dem späteren Wolfsbach, Wohlsbach bei Wernberg zuzuordnen ist. Und zum bisher nicht lokalisierten Frensindorf dürfen zumindest Überlegungen hinsichtlich Friedersdorf erlaubt sein.
Wohlsbach als Zugehörung zur Burg Wernberg
Als im September 1280 die Burg Wernberg erstmals erwähnt wird und an die Paulsdorfer geht, war Teil der ausgewiesenen Güter im Vertrag „…Wolfspronne daz aygen gar….“, das wahrscheinlich mit dem Wolfsbach/Wohlsbach bei Wernberg gleichzusetzen ist.
Um die Mitte des 14. Jahrhunderts hatte Anna Nothaft als väterliches Erbe diverse Lehen in Wol(s)pach, Schiltern, Perschen, Saltendorf, Nieder- und Oberköblitz in ihre Ehe eingebracht. 1351 verkaufte sie diese zusammen mit ihrem Mann Konrad Sattelpoger an Heinrich Nothaft zurück.
Wohlsbach und das Hammerwesen
In der zweiten Hälfte des 14. Jahrhunderts wurde in Oberköblitz/Diebrunn ein Eisenhammer errichtet. Der steigende Wohlstand wirkte sich auch auf die sogenannten „Erzbauern“ aus. Insbesondere in den sogenannten „freien Zeiten“, den Wintermonaten, konnten die Bauernfuhrwerke zusätzlich für Erz- und Holz-, sowie Holzkohlentransporte verdingt werden. Bis heute gibt es noch den Namen „Hammerbauer“ als Hausname in Wohlsbach.
Wernberger Herrschaftsrechte
Als im Jahr 1406 König Ruprecht dem Heinrich Nothaft das Halsgericht verlieh und die Burg Wernberg damit zur vollständig ausgeprägten Herrschaft aufgewertet wurde, war Wohlsbach ausdrücklich als zugehöriges Dorf aufgeführt. Diese Rechte wurden vielfach durch die Nachfolger in der Herrschaft Wernberg, die Nothaft, die Wispeck, die Leuchtenberger usw. erneuert.
Wernberg war als Herrschaft und Hochgericht pfälzisches Lehen. Dies war der Grund, dass das Leuchtenberger Geleit trotz dem Besitz der Herrschaft Wernberg oberhalb Wohlsbach an der Einmündung des Kötschdorfer Baches in den Schilterbach endete. Dies wird deutlich beim Ehrengeleit für König Mathias am 12. Mai 1612.
Ortsentwicklung
Als 1456 die Mess-Stiftung der Nothaft in der Burgkapelle Wernberg aufgebessert wurde, war unter den Stiftungsgütern auch ein Gut in „Wolfsbach“.
Bei der Teilung der Herrschaft Wernberg unter den Familienmitgliedern der Nothaft, wurden am 15. Februar 1470 folgende Hintersassen hin Wohlsbach verzeichnet: Jorg Huttner, Fritz Zirer (Endres Schürf), Plawhans, und die Pader-Thanmühle. Als 60 Jahre später die Herrschaft Wernberg 1530 von der Familie Wispeck an die Landgrafen von Leuchtenberg verkauft wurde, waren in Wohlsbach 8 Höfe ausgewiesen. Die Ortsgröße hatte sich also fast verdoppelt, änderte sich dann jedoch bis zum Dreißigjährigen Krieg nur mehr kaum. Als 1639 die Regierung in Amberg im Vorfeld der Zuweisung von Winterquartieren für die Regimenter erheben ließ, wurden noch 6 Haushaltungen gezählt.
Enges Verhältnis zu Wernberg
Bereits bei der Gründung der Siedlung Schütthütten war Wohlsbach beteiligt als 1470 parallel zur Verlagerung der Taverne, der späteren Post von der Burg ins Tal die Marktmühle am westlichen Ortsrand errichtet wurde. Schütthütten wuchs dann zwischen beiden Kristallisationskernen zusammen. Zu den frühen Häusern von Schütthütten gehörten die Häuser entlang des westlichen Weiherdamms am Mühlweiher.
Das Verhältnis blieb eng verbunden. Die um 1515 errichtete St. Anna-Kirche war jahrhundertelang die religiöse Heimat für die Wohlsbacher.
Wie aus dem Schriftverkehr mit Herzog Maximilian Phillipp von Bayern erkennbar wird, kamen die Wohlsbacher z. B. den Wernbergern zu Hilfe (Ersthilfe, Einstellen von Vieh, Notwohnungen, Aufbauhilfe usw.), als dort 1687 der gesamte Markt abbrannte.
Kommunalorganisation
Bei der Bestandsaufnahme kurz vor der Neuorganisation wurden in der Pflegamtsbeschreibung der Herrschaft Wernberg in Wohlsbach 12 Anwesen gezählt: 1 Hof zu 1/1, 2 zu je ½, 1 zu ½ (Müller), 1 zu ½ 3 zu je ¼, 1 zu ¼ (Marktmüller), 1 zu ¼ (Bader zu Wernberg), 1 zu 1/16 (Weber) und 1 Hirtenhaus.
Als dann entsprechend der allerhöchsten Verordnung vom 13. Mai 1808 angewiesen wurden, Steuerdistrikte abzuteilen wurde bis 1811 das Dorf Wohlsbach mit der Staatswaldung Kienhof zuerst der Obmannschaft Oberköblitz und dann dem Distrikt Wernberg zugeteilt. 1817/1818 entstand daraus die Marktgemeinde Wernberg.
Zusammen mit dem Markt Wernberg ging Wohlsbach dann 1974 im Rahmen der Gebietsreform in der neu zusammengeführten Großgemeinde Wernberg-Köblitz auf.